# John Gosper
John Jay Gosper (* 8. April 1842; † 14. Mai 1913) war ein US-amerikanischer Politiker (Republikanische Partei) und Geschäftsmann, der die Posten des Secretary of State von Nebraska und des Secretary of Arizona Territory bekleidete. Ferner wurde er, nachdem John C. Frémont sein Amt als Gouverneur aufgab, kommissarischer Gouverneur des Arizona-Territoriums.

## Leben
Gosper wurde in der Nähe von Mount Vernon, Ohio, als Sohn von Sarah (Tompkin) und Naphar Gosper geboren. Mit elf bis achtzehn Jahren lernte er bei einem örtlichen Landwirt und verließ seinen Arbeitgeber wegen schlechter Behandlung vorzeitig.
Mit 25 Jahren heiratete Gosper Waitie E. Polley Graham, eine Witwe mit einem 12-jährigen Sohn.
Als der Bürgerkrieg ausbrach, meldete er sich freiwillig zum Dienst in der Unionsarmee. Dort erreichte er den Rang eines Colonel. Außerdem verlor er in einer Schlacht sein linkes Bein. Nach dem Krieg zog er nach Nebraska, wo er zum Secretary of State gewählt wurde.
Anschließend wurde er von US-Präsident Rutherford B. Hayes zum Secretary of the Territory im Arizona-Territorium ernannt. Gosper kam am 30. Mai 1877 in Arizona an. Er war unter den Gouverneuren Hoyt und Frémont tätig.
Das Gosper County in Nebraska ist nach ihm benannt.